# Tigridia

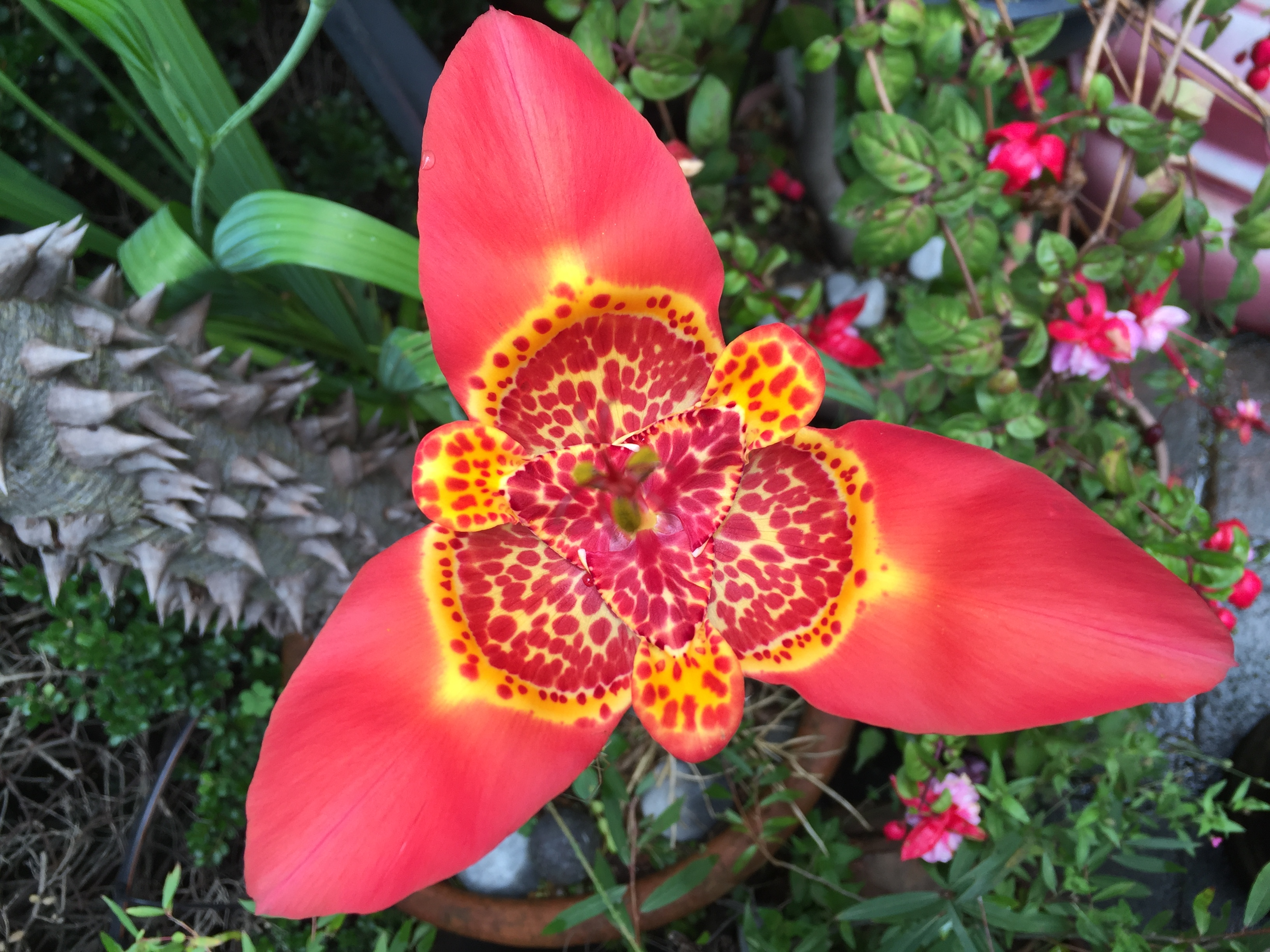
Vista superior de la flor de oceloxochitl (Tigridia pavonia), cultivada en la Ciudad de México

Tigridia es un género americano de plantas bulbosas perteneciente a la familia de las iridáceas. El género presenta aproximadamente 53 especies aceptadas que se distribuyen desde Chile hasta México, siendo Tigridia pavonia la especie tipo.

## Descripción
Las especies de Tigridia presentan grandes y atractivas flores que no duran más que un día, florece de agosto a noviembre a finales o mediados de la temporada lluviosa. Varias flores pueden abrir sucesivamente en el mismo escapo. Las plantas de estas especies vegetan y florecen durante la estación cálida, encontrándose en reposo durante los meses fríos y secos del invierno. 
Una especie se cultiva frecuentemente como planta ornamental: Tigridia pavonia. El nombre del género (flor del tigre) alude a las manchas en la base de los tépalos y recuerda al que ya utilizaban los aztecas (oceloxochitl o "flor del jaguar") para designar a las flores de estas plantas.
Se la ha visto en el alto Putumayo, Colombia, donde el cormo es usado como alimento por los pueblos indígenas, su nombre común en esta zona es guasimba o flor de un día.
Su floración ocurre tras 120 días de ser cultivada y ocurre mayormente en el mes de agosto. Dura en antesis un día, mide unos 10 cm de ancho total.

## Etimología
Oceloxochitl del nahuatl: ocelotl=jaguar y Xochitl=flor

## Usos en medicina popular
Para curar la fiebre y como abortivo.[cita requerida]

## Usos en alimentación
El bulbo es utilizado como alimento cocido consistencia suave se incorpora en sopas, su sabor se asemeja al de la papa.

## Especies
| - Tigridia albicans - Tigridia alpestris - Tigridia amatlanensis - Tigridia augusta - Tigridia bicolor - Tigridia catarinensis - Tigridia chiapensis - Tigridia chrysantha - Tigridia dugesii - Tigridia durangense - Tigridia ehrenbergii - Tigridia estelae - Tigridia flammea - Tigridia galanthoides - Tigridia gracielae - Tigridia hallbergii - Tigridia hintonii - Tigridia huajuapanensis - Tigridia huyanae - Tigridia illecebrosa - Tigridia immaculata - Tigridia inusitata - Tigridia lutea - Tigridia mariaetrinitatis - Tigridia martinezii - Tigridia matudae - Tigridia meleagris - Tigridia mexicana | - Tigridia minuta - Tigridia molseediana - Tigridia mortonii - Tigridia multiflora - Tigridia nitida - Tigridia oaxacana - Tigridia orthantha - Tigridia passiflora - Tigridia pavonia - Tigridia pearcei - Tigridia philippiana - Tigridia potosina - Tigridia pugana - Tigridia pulchella - Tigridia purpusii - Tigridia purruchucana - Tigridia raimondii - Tigridia rzedowskiana - Tigridia seleriana - Tigridia suarezii - Tigridia tepoxtlana - Tigridia vanhouttei - Tigridia van-houttei - Tigridia venusta - Tigridia violacea |